# Verneuil-Grand
Verneuil-Grand ist eine französische Gemeinde mit 204 Einwohnern (Stand: 1. Januar 2022) im Département Meuse in der Region Grand Est (bis 2015 Lothringen). Sie gehört zum Arrondissement Verdun und zum Kanton Montmédy.

## Geografie
Verneuil-Grand liegt im Norden der Region Grand-Est, unweit der Grenze zu Belgien.

## Geschichte
Die erste schriftliche Erwähnung des Ortes war im Jahr 1096.

## Bevölkerungsentwicklung
| Jahr                       | 1962 | 1968 | 1975 | 1982 | 1990 | 1999 | 2006 | 2019 |
| Einwohner                  | 211  | 177  | 156  | 140  | 164  | 201  | 217  | 206  |
| Quellen: Cassini und INSEE |      |      |      |      |      |      |      |      |

## Sehenswürdigkeiten
- Kirche St-Médard, 12. Jahrhundert
- Kapelle Notre-Dame-de-Bon-Secour, 1862

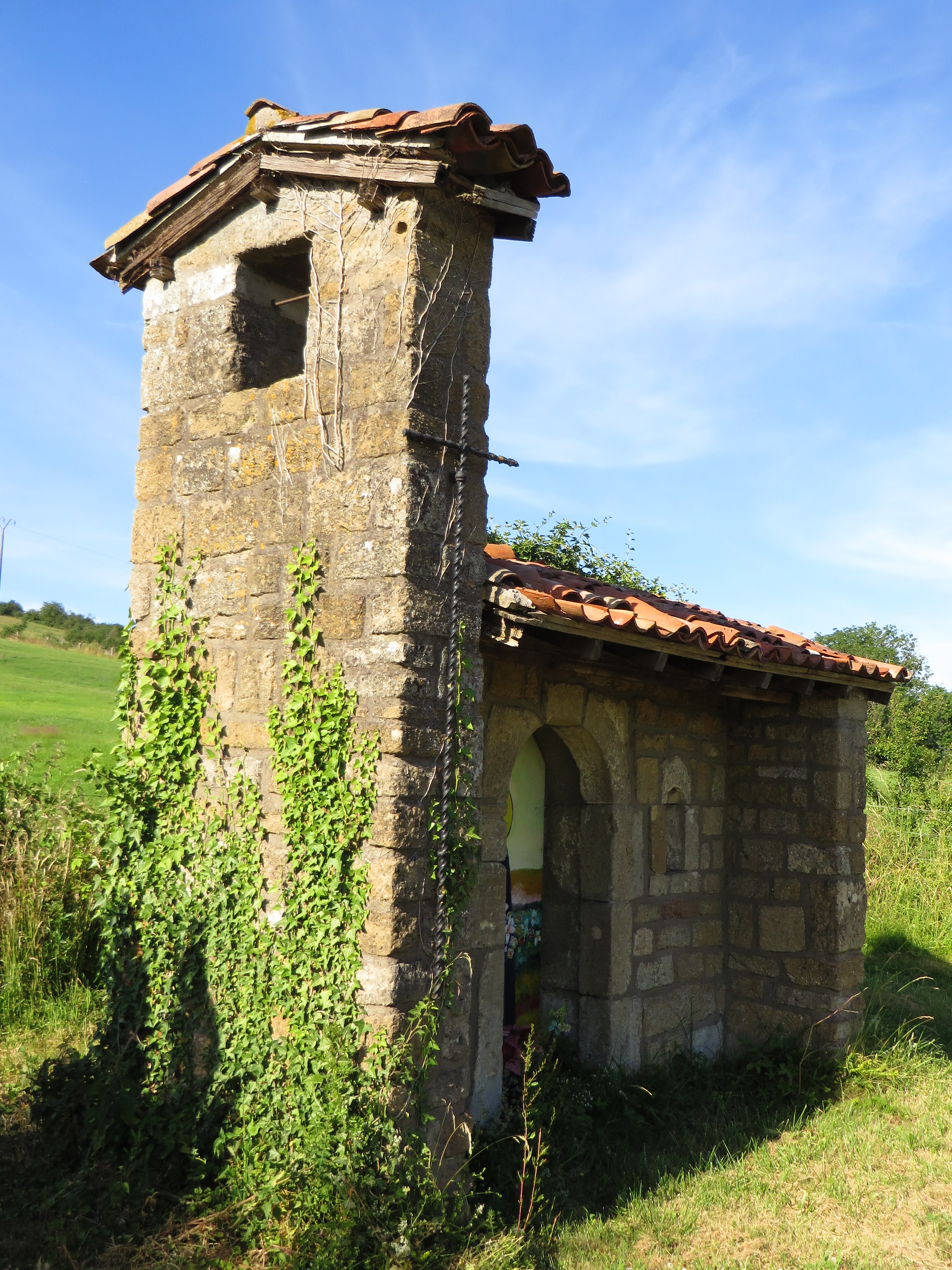
Marienkapelle

- Marienkapelle, 20. Jahrhundert